# فورتمبيرغ-هوهنزولرن
فورتمبيرغ-هوهنزولرن ولاية بألمانيا الغربية تم تأسيسها عام 1945 كجزء من مرحلة ما بعد الحرب العالمية الثانية منطقة الاحتلال الفرنسي. كانت عاصمتها توبنغن. تم دمجها عام 1952 في الولاية التي تأسست حديثًا«بادن فورتمبيرغ».